# Дзежґі
Дзежґі (пол. Dzierzgi) — село в Польщі, у гміні Новоґруд Ломжинського повіту Підляського воєводства.
Населення — 59 осіб (2011).
У 1975-1998 роках село належало до Ломжинського воєводства.

## Демографія
Демографічна структура станом на 31 березня 2011 року:
|          | Загалом | Допрацездатний вік | Працездатний вік | Постпрацездатний вік |
| -------- | ------- | ------------------ | ---------------- | -------------------- |
| Чоловіки | 33      | 6                  | 23               | 4                    |
| Жінки    | 26      | 4                  | 17               | 5                    |
| Разом    | 59      | 10                 | 40               | 9                    |